# Cantó d'Écos
El cantó d'Écos és un cantó francès del departament de l'Eure, situat al districte de Les Andelys. Té 23 municipis i el cap es Écos.

## Municipis
- Berthenonville
- Bois-Jérôme-Saint-Ouen
- Bus-Saint-Rémy
- Cahaignes
- Cantiers
- Château-sur-Epte
- Civières
- Dampsmesnil
- Écos
- Fontenay
- Forêt-la-Folie
- Fourges
- Fours-en-Vexin
- Gasny
- Giverny
- Guitry
- Heubécourt-Haricourt
- Mézières-en-Vexin
- Panilleuse
- Pressagny-l'Orgueilleux
- Sainte-Geneviève-lès-Gasny
- Tilly
- Tourny

## Història
| Data d'elecció                           | Identitat              | Partit           | Qualitat |
| ---------------------------------------- | ---------------------- | ---------------- | -------- |
| 1945-1949                                | René Mayer             | Radical          |          |
| 1949-1973                                | M. Halbout             | Divers droite    |          |
| 1973-1979                                | Paul Jouyet            | UDR, després RPR |          |
| 1979-1980                                | Eve Deschaux-Beaume    | PS               |          |
| 1980-1992                                | Freddy Deschaux-Beaume | PS               |          |
| 1992-                                    | Michel Jouyet          | UMP              |          |
| les dades anteriors no són pas conegudes |                        |                  |          |
|                                          |                        |                  |          |

## Demografia
| A partir de 1990: Població sense dobles comptes |